# Terem Quartet
Terem Quartet, tal como o nome indica, é um quarteto de músicos provenientes da Rússia, mais precisamente da cidade de São Petersbourg.

## Eurovisão
Os Terem Quartet foram responsáveis pela actuação na abertura da 2º semi-final do Festival Eurovisão da Canção 2009.

## Membros
- Andrey Konstantinov (Soprano)
- Mikhail Dziudze (Double bass balalaika)
- Alexei Barchtchev (Alto domra)
- Andrey Smirnov (Bayan accordion)